# Chinezen in Nederland
De Chinezen in Nederland vormden in 2006 volgens de Grote Bosatlas 1,4% van de 3.147.615 allochtonen in Nederland, dat geeft een aantal van circa 44.000. Er zijn meer mensen van Chinese afkomst in Nederland dan dit aantal, naar schatting 80.000 tot 145.000.
Volgens de statistieken van Taiwan woonden er in 2005 144.928 Chinezen in Nederland.
Ruim 40% van de permanent in Nederland verblijvende Chinezen van boven de vijfentwintig jaar werkt in de horeca, veelal in Chinees(-Indische) restaurants, snackbars, Japanse en Koreaanse restaurants. De helft van de Chinezen woont in de Randstad. In Rotterdam-Rijnmond woonden in 2009 tien- tot vijftienduizend Chinese Nederlanders. Chinese Nederlanders zijn in bijna elke stad en dorp in Nederland te vinden; in dorpen veelal werkzaam in de horeca.
De meeste Chinezen wonen in Amsterdam, Rotterdam-Rijnmond (ongeveer 16.000), Den Haag (ongeveer 10.000), Zoetermeer, Eindhoven, Tilburg, Maastricht en Venlo. De steden Delft en Deventer hebben relatief de grootste Chinese gemeenschappen van Nederland.
Chinezen zijn in Nederland een officiële minderheid. Het Inspraakorgaan Chinezen (IOC) is gesprekspartner van de overheid als officiële vertegenwoordiger van de Chinese minderheid in Nederland.

## Herkomst en subgroepen

### Economische migranten
Zes procent van de Chinezen in Nederland komt uit Suriname, twintig procent uit Indonesië, drieëntwintig procent uit Hongkong, vijfendertig procent uit de Volksrepubliek China en zestien procent uit overige landen zoals Maleisië, Singapore en het Verenigd Koninkrijk. Een groot deel van de Nederlanders van Chinese afkomst zijn Han-Chinezen. Ook Peranakan-Chinezen vormen een aanzienlijke groep. Andere veelvoorkomende subgroepen zijn Chinese Vietnamezen, Chinese Maleisiërs, Chinezen in Indonesië. Een zeer klein deel van de Chinezen in Nederland behoort oorspronkelijk tot de Thaise Chinezen.
De Chinezen in Nederland afkomstig uit Maleisië, Singapore en Indonesië hebben voornamelijk Minnanyu en Chaozhouhua als moedertaal. Degenen uit Indonesië gebruiken Indonesisch ook vaak als moedertaal. Een deel van de Chinezen uit deze drie landen behoort tot de Peranakan-Chinezen, een grote Chinese minderheid die vaak al eeuwen geleden immigreerde en sterk geassimileerd was met de Maleise cultuur. Landelijk bekende nazaten van deze Peranakan-Chinezen in Nederland zijn de politica Mei Li Vos en de striptekenaar Thé Tjong-Khing.
De Chinezen uit Hongkong bestaan voor een groot deel uit autochtone Hongkongers. De eerste generatie heeft vooral Weitouhua en Hongkong-Hakka als moedertaal. De rest van de Hongkongers kwam oorspronkelijk uit de Zuid-Chinese provincie Guangdong.
De groep die vanuit Suriname kwam, bestaat grotendeels uit Hakkanezen die Hakka als moedertaal hebben.

### Vluchtelingen en asielzoekers
In de loop der jaren zijn veel Chinezen naar Nederland gevlucht vanuit de Volksrepubliek China, Vietnam en Indonesië. Dit waren niet alleen Han, want onder de vluchtelingen waren er ook Tibetanen en Oeigoeren.
Na de onafhankelijkheid van Indonesië werden veel Chinezen in Indonesië gediscrimineerd, vanwege hun vermeende loyaliteit aan de Nederlanders. In de opvolgende jaren ontstonden rassenrellen tegen Chinezen. Dit gebeurde vooral wanneer het economisch slecht ging in het land. Vele vrouwen werden verkracht en veel bezittingen van Chinezen werden gestolen of kapotgemaakt. Hele Chinese buurten werden soms in brand gestoken. Door dit etnische geweld zijn na 1949 veel Chinezen uit Indonesië naar Nederland geëmigreerd. Toen Nederlands-Nieuw-Guinea aan Indonesië kwam, kregen daar veel Chinezen met geweld te maken, waarna een groot deel van de Chinezen in Nieuw-Guinea naar Nederland is gevlucht.
Vanaf de jaren zeventig zijn veel vluchtelingen uit de Volksrepubliek China van Tibetaanse afkomst. Nog steeds vluchten Tibetanen naar Nederland en andere landen. De Tweede Kamer had in 2011 Kamervragen gesteld over mogelijke uitzettingen van deze groep vluchtelingen.
In de jaren tachtig kwamen veel Chinese Vietnamezen naar Nederland als politiek vluchteling. Ze waren gevlucht voor het anti-Chinese geweld van de Vietnamese overheid na de Chinees-Vietnamese Oorlog (1979). Ze verlieten Vietnam over zee met gammele bootjes of over land naar de Chinese provincie Guangxi. Voor de Chinees-Vietnamese vluchtelingen werden aparte Chinese scholen gesticht.
De nieuwste groepen Chinese migranten in Nederland komen van het Chinese vasteland. De meerderheid hiervan kwam vanuit Wenzhou, Guangzhou, Fuzhou en Qingtian. De migratie van deze vasteland Chinezen begon eind jaren tachtig. Een deel kwam in het kader van gezinshereniging, een ander deel als politieke vluchteling na het neerslaan van het Tiananmenprotest. Onder deze vluchtelingen bevonden zich ook alleenstaande minderjarige asielzoekers (ama's).
De overheid van de Volksrepubliek China zit niet altijd te wachten op de terugkeer van vluchtelingen, maar in 1994 kon Nederland een akkoord bereiken en werden vijfhonderd Chinese vluchtelingen teruggestuurd naar de Volksrepubliek.
Na 2000 is een deel van de politieke vluchtelingen afkomstig uit het westen) van de Volksrepubliek China van Oeigoerse afkomst. Volgens VluchtelingenWerk Nederland en Amnesty International lopen deze vluchtelingen een verhoogd risico, als ze worden teruggestuurd naar het land van herkomst. In 2013 zijn er onder de vluchtelingen enkele tientallen Chinezen in Nederland van Oeigoerse afkomst.
In 2008 deed een broodjeaapverhaal de ronde, dat Koning Willem-Alexander na de troonsbestijging, alle asielzoekers een verblijfsvergunning zou verlenen. Hierop meldden zeshonderd Chinezen zich bij het Centraal Orgaan opvang Asielzoekers in anderhalve week tijd. Totaal meldden zich in maart en april 2008 achthonderd Chinezen. Volgens de overheid hadden deze mensen geen vluchtelingenverhaal en waren zij illegale migranten, die al langer in Nederland verbleven.

### Wetenschappelijk onderwijs
Ruim 45% van de jonge Chinese Nederlanders volgt een universitaire opleiding.
De laatste jaren is er in Nederland een sterke toename van het aantal Chinese studenten en wetenschappers in het kader van een uitwisselingsprogramma met China. De Erasmus Universiteit Rotterdam, de TU Delft en de TU Eindhoven tellen de meesten. Ook de Universiteit Leiden, waar sinds 2017 een grote Asian Library, gewijd aan de talen en culturen van m.n. Indonesië, China, Japan en Korea, aan de Universiteitsbibliotheek werd toegevoegd, trekt steeds meer studenten en onderzoekers uit China. In 2011 waren in Nederland bijna duizend promovendi en wetenschappers afkomstig uit de Volksrepubliek China.

### Geadopteerden
Sinds de jaren 90 zijn er veel kinderen geadopteerd uit China. Deze adopties vonden voornamelijk plaats vanwege de eenkindpolitiek in China, die gold van 1979 tot 2015. Doordat gezinnen slechts één kind mochten hebben, werden veel kinderen ter adoptie afgestaan. Dit betekent echter niet dat alle geadopteerden uit China vanwege de eenkindpolitiek en/of vrijwillig zijn afgestaan; zij kunnen ook zijn gestolen, afgestaan onder dwang van familie of overheidsinstanties of doordat de ouders ongehuwd waren. Het hoogtepunt van deze adoptiegolf vond plaats in 2004, waarin ongeveer 800 kinderen vanuit China naar Nederland zijn gekomen. In totaal zijn er ruim 6900 geadopteerden uit China. Op 21 Augustus 2020 is de Stichting Adoptiepedia opgericht. Een belangenorganisatie voor Chinees en Taiwanees geadopteerden in Nederland. Het doel van de stichting is het bieden van ondersteuning en nazorg door middel van activiteiten, hulpmiddelen en betrouwbare informatie.

### Vier subgroepen
De Chinese Nederlanders kunnen worden onderverdeeld in vier subgroepen: Chinezen die zich vóór het jaar 2000 in Nederland vestigden (Pre-2000-Chinezen), Chinezen die zich na het jaar 2000 in Nederland vestigden (Nieuwe Chinezen), tweedegeneratie-Chinezen en geadopteerden. Veel Pre-2000-Chinezen kwamen voor gezinshereniging en tot eind jaren tachtig kwamen dezen overwegend uit Hongkong. De Nieuwe Chinezen hebben zich na 2000 in Nederland gevestigd en zijn relatief jong. Zij spreken vooral een Mandarijns dialect. Tweedegeneratie-Chinezen zijn het nageslacht van de twee hiervoor genoemde subgroepen. Geadopteerden zijn vanaf de jaren 90 naar Nederland gekomen. Zij zijn opgegroeid in een Nederlands gezin en spreken vaak geen Chinees.

### Jiaxiang
De jiaxiang speelt in de Chinese cultuur een zeer belangrijke rol. Ook al is men Chinees, men kijkt toch vaak naar de jiaxiang waar men vandaan komt. Mensen uit dezelfde jiaxiang steunen elkaar in moeilijke tijden op allerlei gebied.
Meestvoorkomende jiaxiang van mensen van Chinese afkomst in Nederland:
- Fuzhou
- Qingtian
- Yongjia (Zhejiang) (arrondissement in Wenzhou)
- Wencheng (Zhejiang) (arrondissement in Wenzhou)
- Kanton (Guangzhou)
- New Territories (regio in Hongkong)
- Dapengbandao/Dapeng

## Bevolkingsstatistieken
| Jaartal | Vasteland van China | Hongkong | Singapore | Taiwan | Macau | Totaal  |
| ------- | ------------------- | -------- | --------- | ------ | ----- | ------- |
| 1996    | 23.471              | 17.147   | 3523      | 896    | 75    | 45.112  |
| 2001    | 32.280              | 17.635   | 3774      | 1488   | 117   | 55.294  |
| 2006    | 44.713              | 18.132   | 4203      | 2295   | 125   | 69.468  |
| 2011    | 55.880              | 18.261   | 4490      | 2698   | 121   | 81.450  |
| 2019    | 77.648              | 18.367   | 5468      | 4222   | 128   | 105.833 |

Aan het eind van de Tweede Wereldoorlog was het aantal Chinezen in Nederland ongeveer 1500. Op 1 januari 1997 werden 44.000 mensen geteld die van Chinese (inclusief Hongkongse) afkomst waren en 25.000 mensen van Chinese afkomst uit andere landen.In 2000 telde Nederland 61.702 Chinezen.
Op 1 januari 2011 waren er bijna 80.000 Chinese Nederlanders, waarvan 51.000 eerste generatie migrant zijn
| Gemeente           | Aantal                                | Percentage van de gemeentebevolking |
| ------------------ | ------------------------------------- | ----------------------------------- |
| Amsterdam          | ondernemers: 671                      |                                     |
| Rotterdam-Rijnmond | 16.000                                |                                     |
| Den Haag           | 10.000                                |                                     |
| Delft (2013)       | 1.581                                 | 1,6                                 |
| Nijmegen (2013)    | 927                                   |                                     |
| Amstelveen (2013)  | 1.441                                 |                                     |
| Arnhem (2013)      | China: 1.392 Hongkong: 359 Taiwan: 19 |                                     |

### Rotterdam
In Rotterdam woonden er in 1992 3664 Chinezen. Op 1 januari 1997 werden 44.000 mensen geteld die van Chinese of Hongkongse afkomst zijn en 25.000 mensen van Chinese afkomst uit andere landen. Nederland telde in 2000 61.702 Chinezen. In Rotterdam woonden er in 2005 7545 Chinezen. Dat was een verdubbeling ten opzichte van 1992.

### Dubbele nationaliteit
In 1999 waren er 2571 mensen met zowel de Nederlandse als de Chinese nationaliteit. In 2004 waren dat er 4131 en in 2012 waren dat er 5562. Deze mensen met een dubbele nationaliteit hebben de Chinese nationaliteit van Hongkong, Macau of Republiek China (Taiwan), omdat de staat Volksrepubliek China de dubbele nationaliteit verbiedt. Hongkong, Macau en Taiwan voeren in dit opzicht een ander beleid dan de Volksrepubliek.

### Geadopteerden
Het aantal geadopteerden uit China vond zijn hoogtepunt in 2004 met 787 kinderen. In 2019 waren er ruim 6900 geadopteerden uit China in Nederland. Er werden meer meisjes dan jongens geadopteerd vanwege de eenkindpolitiek en de voorkeur voor jongens. Vanaf 2009 werden er echter meer jongens uit China geadopteerd, van wie de meesten kinderen met een beperking waren.
| Jaartal | Aantal | Cumulatief | Meisjes | Jongens |
| ------- | ------ | ---------- | ------- | ------- |
| 1995    | 123    | 123        | 118     | 5       |
| 1996    | 120    | 242        | 110     | 10      |
| 1997    | 102    | 345        | 88      | 14      |
| 1998    | 207    | 552        | 193     | 14      |
| 1999    | 259    | 811        | 253     | 6       |
| 2000    | 448    | 1259       | 427     | 21      |
| 2001    | 442    | 1701       | 409     | 33      |
| 2002    | 506    | 2207       | 446     | 60      |
| 2003    | 564    | 2771       | 479     | 85      |
| 2004    | 787    | 3558       | 696     | 91      |
| 2005    | 654    | 4212       | 582     | 72      |
| 2006    | 389    | 4601       | 315     | 74      |
| 2007    | 367    | 4968       | 264     | 103     |
| 2008    | 295    | 5263       | 182     | 113     |
| 2009    | 273    | 5536       | 120     | 153     |
| 2010    | 317    | 5853       | 107     | 210     |
| 2011    | 182    | 6035       | 38      | 144     |
| 2012    | 187    | 6222       | 40      | 147     |

## Geschiedenis
De eerste Chinezen kwamen in 1911 aan in Rotterdam. Tegenwoordig zijn er nog enkele hoogbejaarde Chinese mannen die voor de Tweede Wereldoorlog naar Nederland kwamen. De eerste groep migranten bestond vrijwel alleen uit mannen.
In 2011 werd het honderdjarige jubileum van Chinezen in Nederland gevierd.

## Cultuur

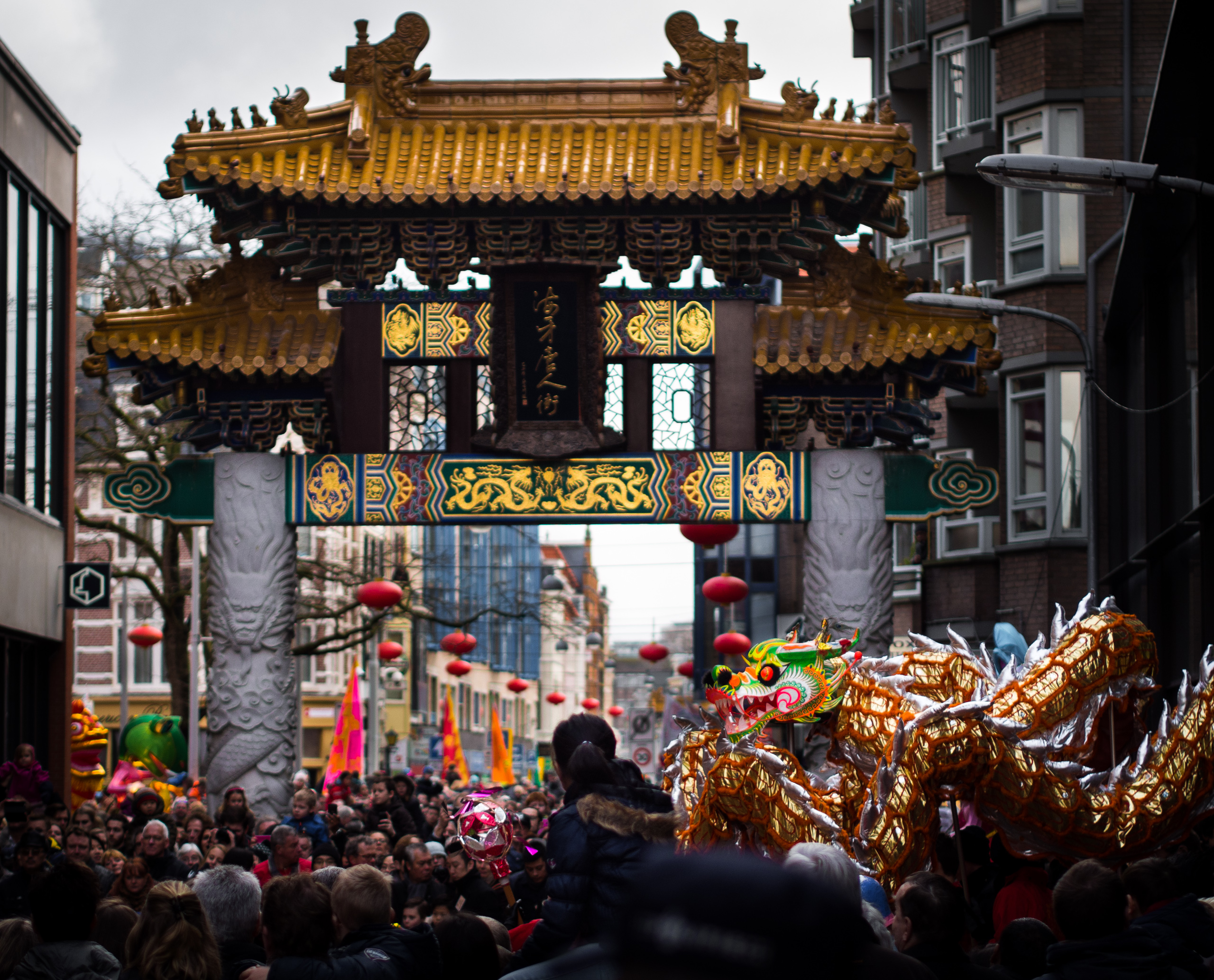
Chinees nieuwjaarsviering in Chinatown van Den Haag aan het begin van de jaar van de Geit

Voor de Chinezen die permanent in Nederland wonen is het soms moeilijk om de traditionele cultuur te behouden. Dat komt mede doordat velen atheïst zijn, een aantal protestants werd en een steeds geringer aantal zich nog rekent tot de boeddhisten, daoïsten of confucianisten. Door de integratie raken de verschillende Chinese dialecten hier in onbruik als omgangstaal. Ook de westerse cultuur die het dagelijkse leven en media doordringt, heeft invloed. Chinese gezinnen kampen vaak met problemen zoals de verslechterende ouder-kindrelatie. Pubers zijn meestal zeer westers en begrijpen de traditionele normen en waarden van de ouders niet. De omgangstaal tussen Chinese ouderen en ouders is meestal het dialect van hun jiaxiang. Die van de jongeren is meestal Standaardmandarijn, Standaardkantonees en steeds meer het Nederlands. Daar staat tegenover dat veel Chinese kinderen op school lessen of bijlessen Chinese taal krijgen.

### Uitvaart
De Chinese begrafenis is een belangrijk element in de Chinese cultuur, omdat het Chinese volk al millennialang aan voorouderverering doet. De uitvaart wordt uitvoerig gehouden en boeddhistische en daoïstische Chinezen houden een vegetarische vastenperiode die meer dan een week kan duren. Er is één rouwperiode van 49 dagen en een van honderd dagen.
In Nederland zijn diverse ondernemingen die zich bezighouden met de Chinese uitvaart: Chinese bloemenwinkels, Chinese begraafplaatsen en Chinese grafstenen/urnenbewerkers. In veel Chinese supermarkten wordt wierook, dodengeld, religieuze kaarsen en ander offermateriaal voor de voorouderverering verkocht.
Er zijn in 2013 in Nederland Chinese begraafplaatsen in:
Amsterdam, Arnhem, Den Haag, Rotterdam en Zwolle.

## Organisaties
De Chinezen in Nederland kennen vele streekgebonden en beroepsgebonden organisaties. Een van de belangrijkste organen is Inspraakorgaan Chinezen (IOC) die verbonden is met de Nederlandse overheid.

## Media
Veel Chinese Nederlanders van de eerste generatie kijken thuis televisie uit het vaderland. Onder de Kantonezen is TVB de favoriete zender. Bijna alle Chinezen die Chinese televisie kijken, kijken CCTV-4 en Phoenix TV. Deze twee en een paar Taiwanese kanalen zijn gratis te ontvangen via de schotel.
Elke zaterdag is er het Kantonees-Chinese programma Snelle berichten Nederland-China/ 荷華傳真 op 747 AM. In Amsterdam en omstreken is ook een Chinese radioprogramma te horen.
Er zijn meer dan zeven gratis Chinese kranten in Nederland. Twee Chinese kranten zijn te koop bij grote boekhandels. Deze zijn Sing Tao Daily en een Chinese krant uit Frankrijk. Bekende gratis Chinese kranten zijn: Asian News, Overzeese Chinezen Bulletin, European Commercial News (歐洲商報), CPC maandblad, China Times, Kanzhongguo en Dajiyuan.

## Bekende Chinese Nederlanders[bron?]
- Chun Wei Cheung
- Ian Gouw
- Roy Ho Ten Soeng
- Monika Sie Dhian Ho
- Jennifer de Jong
- Li Jiao
- Tscheu La Ling
- Khee Liang Phoa
- Ebbie Tam
- Ing Yoe Tan
- Thé Tjong-Khing
- Ho-Pin Tung
- Mei Li Vos
- Lulu Wang
- Robert Oey
- Roland Duong
- Pete Wu

## Nederlanders van Chinees-Surinaamse afkomst
- Cerezo Fung a Wing
- Lilian Gonçalves-Ho Kang You
- John Lie A Fo
- Guillaume Lo-A-Njoe
- Calvin Jong-A-Pin
- Etienne Shew-Atjon
- Humberto Tan
- Evita Tjon A Ten
- Varina Tjon-A-Ten
- Carry-Ann Tjong Ayong
- Dolf Wong Lun Hing